# خوشگل‌های دچار دردسر
خوشگل‌هایِ دچارِ دردسر (انگلیسی: Beauties in Distress) یک فیلم کمدی صامت کوتاه به کارگردانی چارلی چیس است که در سال ۱۹۱۸ منتشر شد. از بازیگران این فیلم می‌توان به اولیور هاردی و بیلی وست اشاره کرد.